# Mère Sofia
Pour les articles homonymes, voir Sofia (homonymie), Cecchini et Cristina.
Cristina Cecchini en profane, Mère Sofia en religion, née le 18 novembre 1946 à Hergiswil dans le canton de Lucerne en Suisse et morte le 7 janvier 1996 à Lausanne dans le même pays, est une moniale orthodoxe italo-suisse en tant qu'aumônière de rue.
En pionnière, elle participe à la création de multiples structures destinées à venir en aide et à accompagner les plus démunis et les marginalisés, à Lausanne, sans discrimination.

## Biographie

### Enfance
Mère Sofia, qui n'est alors que Cristina Cecchini, naît au Mütter- und Kinderheim Alpenblick à Hergiswil bei Willisau dans le canton de Lucerne, en Suisse, d'une mère femme de ménage et aide-cuisinière, émigrée d'Italie dans les années 1940 du Tyrol, et d'un père autrichien, employé dans une cave viticole. Cette rencontre est éphémère et, ne se sachant pas enceinte, sa mère émigre dans le canton de Lucerne. Cristina Cecchini ne connaîtra jamais son père,,.
Sa mère doit gagner sa vie et place Cristina dans un home. Elle se marie avec un autre homme et s'installe en Suisse romande, puis reprend Cristina. Le retour dans un environnement familial se passe mal : Cristina est une enfant perturbée et le beau-père est violent. Cristina est envoyée à Flos Carmeli, dans le canton de Fribourg, une institution tenue par des carmélites. Cette institution est un internat pour jeunes filles en difficulté où Cristina Cecchini restera jusqu'à la fin de sa scolarité obligatoire. Des dires de sa mère : « …dès qu'elle a eu 10-12 ans, elle s'est mise à dire qu'elle voulait entrer au couvent ».

### Jeune adulte
Dès la fin de sa scolarité obligatoire, Cristina Cecchini vit d'expédients. Dès sa vingt-neuvième année, en 1975, c'est la rupture familiale et son parcours devient flou.

### Vie religieuse
Dès 1985, on revoit déambuler Cristina Cecchini dans les rues en soutane bleue avec sandales et Perfecto, tenue qui deviendra sa « marque de fabrique ». Elle découvre des personnes « blessées par la vie » de ses dires, la souffrance cachée des rues lausannoises. C'est aussi à ce moment qu'elle rencontre les malades du sida, alors passablement inconnus. C'est en 1987 qu'elle prononce ses vœux auprès de Damaskinos d'Andrinople, évêque du diocèse orthodoxe de Suisse. Dès lors, son ministère sera celui de la rue. Elle reçoit le surnom de « Petite Mère »,,.
Dès la fin des années 1980, Mère Sofia obtient des contrats de confiance et des prêts à usage pour aider les malades du sida en fin de vie, entre autres. En 1990, elle est mandatée par le Département de la santé et de l'action sociale (DSAS) du canton de Vaud pour établir un bilan de santé de la rue,.

### La fondatrice
En 1991, Mère Sofia crée le Parachute à Lausanne. Cette structure d’accueil à bas seuil est destinée à l'origine aux marginalisés et aux malades du sida en fin de vie. Le Parachute se réoriente par la suite vers l'accueil de jeunes en rupture sociale,. 
En 1992, la Soupe populaire est créée par Mère Sofia à Lausanne. Au départ, les plus démunis, sans discrimination et quatre soirs par semaine, trouvent à la place du 14-Juin (ou place Saint-Laurent), un bol de soupe aux légumes et une tranche de pain. Cette même année, la fondation Mère Sofia est créée. Cette dernière permet de décharger Mère Sofia de la recherche de fonds et des tâches administratives. Quatre ans plus tard, la « Soupe » se voit mandatée par le médecin cantonal pour distribuer du matériel d'injection,. Plus tard, la soupe est distribuée 5 soirs par semaine à la place de la Riponne de Lausanne dès 1991, puis des locaux sont investis en novembre 2004 à la rue Saint-Martin à Lausanne pour une ouverture journalière.
La distribution du mensuel Macadam Journal est lancée en 1993. En 2007, la vente à la criée de ce journal est remplacée par une institution qui propose des petits travaux à des personnes fragilisées en marge du marché du travail, Macadam Services,.

### Mort
Mère Sofia meurt le 7 janvier 1996 d'un cancer à Lausanne.

## Distinctions et hommages
Après avoir été désignée comme l’une des cent femmes qui changent le monde par le magazine Marie-Claire, en 1995, Mère Sofia reçoit le prix Adèle Duttweiler de Gottlieb und Adele Duttweiler-Stiftung. Mère Sofia est aussi décrite dans l'ouvrage 100 femmes qui ont fait Lausanne,,.

### Note
1. ↑  Marie Claire, UK edition, Special report : Women who change the world, mars 1994.